# 雅星镇
雅星镇，是中华人民共和国海南省儋州市下辖的一个乡镇级行政单位。

## 行政区划
雅星镇下辖以下地区：
雅星社区、富街社区、飞巴村、文丰村、新让黎族村、雅星黎族村、庙陀村、新隆村、白鱼塘村、富盈村、乐贺村、乐满村、富克村、大讲村、大沟村、调打村、合罗村、和盛村、栖榕村、田头村、文山村、东光农场、东方农场、茶山农场和陀骂村。